# Pulvinaria convexa
Pulvinaria convexa är en insektsart som först beskrevs av Hempel 1900.  Pulvinaria convexa ingår i släktet Pulvinaria och familjen skålsköldlöss. Inga underarter finns listade i Catalogue of Life.